# ImageMagick
ImageMagick – darmowy pakiet do obróbki grafiki, z dostępnym kodem źródłowym. Programy wchodzące w skład pakietu pozwalają wyświetlić, tworzyć, modyfikować i zapisywać pliki graficzne w wielu formatach.
Z oferowanych przez ImageMagick funkcji można korzystać z wiersza poleceń lub poprzez API dostępne dla wielu języków – m.in. Perla, C, C++, Pythona, Ruby i PHP.

## Komendy
Pakiet udostępnia m.in. następujące komendy:
- convert i mogrify – konwersja plików graficznych (w tym zmiana formatu, rozmiaru, atrybutów)
- identify – wyświetlanie informacji o pliku graficznym
- composite i montage – łączenie wielu plików w jeden
- display i animate – wyświetlanie plików graficznych lub ich sekwencji
- compare – porównywanie plików graficznych